# Baron St. Oswald
Baron Saint Oswald, of Nostell in the West Riding of the County of York, ist ein erblicher britischer Adelstitel in der Peerage of the United Kingdom.
Familiensitz der Barone ist Nostell Priory in Nostell bei Wakefield in West Yorkshire.

## Verleihung
Der Titel wurde am 6. Juli 1885 für den Industriellen und konservativen Unterhausabgeordneten Rowland Winn geschaffen.
Heutiger Titelinhaber ist seit 1999 sein Ur-urenkel Charles Winn als 6. Baron.

## Liste der Barone St. Oswald (1885)
- Rowland Winn, 1. Baron St. Oswald (1820–1893)
- Rowland Winn, 2. Baron St. Oswald (1857–1919)
- Rowland Winn, 3. Baron St. Oswald (1893–1957)
- Rowland Winn, 4. Baron St. Oswald (1916–1984)
- Derek Winn, 5. Baron St. Oswald (1919–1999)
- Charles Winn, 6. Baron St. Oswald (* 1959)

Titelerbe (Heir Apparent) ist der Sohn des aktuellen Titelinhabers Hon. Rowland Winn (* 1986).